# Cedar Grove (New Jersey)
Pour les articles homonymes, voir Cedar Grove.
Cedar Grove est un township situé dans l’État américain du New Jersey.